# Камю, Шарль Этьенн Луи
```
Шарль Этьенн Луи Камю
 (
фр.
 
Charles Étienne Louis Camus
; 
25 августа
 
1699
 — 
2 февраля
 
1768
) — 
французский
 
математик
.
```

Сын хирурга. В 1727 стал академиком, а в 1736—1737 вместе с Мопертюи и Клеро участвовал в экспедиции, снаряженной академией в Лапландию для градусного измерения под полярным кругом. Из сочинений Камю в своё время пользовались известностью «Traité sur les forces vives des corps en mouvement» (1728), «Traité d’Hydraulique» (1739) и «Eléments de Mécanique» (1751). Помимо этого, в «Comptes Rendus» Камю поместил несколько мемуаров по математике, астрономии и механике.
Член Лондонского королевского общества (1764).